# Lupinus amphibius
Lupinus amphibius är en ärtväxtart som beskrevs av Wilhelm Nikolaus Suksdorf. Lupinus amphibius ingår i släktet lupiner, och familjen ärtväxter. Inga underarter finns listade i Catalogue of Life.